# Dowlatābād-e Qeyşarīyeh
Dowlatābād-e Qeyşarīyeh (persiska: دولت آباد قیصریه) är en ort i Iran.   Den ligger i provinsen Teheran, i den centrala delen av landet, 13 km söder om huvudstaden Teheran. Dowlatābād-e Qeyşarīyeh ligger 1 047 meter över havet och antalet invånare är 920.
Terrängen runt Dowlatābād-e Qeyşarīyeh är platt åt sydväst, men åt nordost är den kuperad.Runt Dowlatābād-e Qeyşarīyeh är det tätbefolkat, med 397 invånare per kvadratkilometer. Närmaste större samhälle är Teheran, 12,7 km norr om Dowlatābād-e Qeyşarīyeh. Runt Dowlatābād-e Qeyşarīyeh är det i huvudsak tätbebyggt.